# Stephanachne nigrescens
Stephanachne nigrescens är en gräsart som beskrevs av Yi Li Keng. Stephanachne nigrescens ingår i släktet Stephanachne och familjen gräs. Inga underarter finns listade i Catalogue of Life.